# Alan Green (homme politique)
Alan Green (29 septembre 1911 - 2 février 1991) est un homme politique du Parti conservateur britannique.

## Biographie
Green fait ses études au Brighton College et à l'Université de Londres. En 1935, il rejoint un fabricant de Blackburn comme directeur, et dirige une entreprise d'ingénieurs textiles. Il se porte volontaire pour l'armée britannique au déclenchement de la Seconde Guerre mondiale et est nommé dans la Royal Artillery en 1942, servant au Moyen-Orient et atteignant le grade de major.
Green se présente à Nelson et Colne en 1950 et 1951. Il est deux fois député de la circonscription de Preston South, de l'élection générale de 1955 jusqu'à sa défaite aux élections de 1964 et de nouveau de l'élection de 1970 jusqu'à sa deuxième défaite en février 1974. À la fin des deux mandats, il perd contre le candidat travailliste, la dernière fois contre Stanley Thorne.
Green est un ministre junior du gouvernement, ayant été secrétaire parlementaire du ministère du Travail de 1961 à 1962, secrétaire parlementaire du Board of Trade de 1962 à 1963, et secrétaire financier du Trésor de 1963 à 1964.